# Le Desk
Le Desk est un site d'information en ligne marocain indépendant, fondé en 2015 établi à Casablanca,. Il est spécialisé dans le journalisme d'investigation et propose des contenus d’actualité politique, économique, sociale et culturelle,.
Il publie en français et en arabe, pour un lectorat national et international intéressé par les enjeux contemporains du Maroc et de la région.

## Histoire
Le Desk est un pure player fondé en novembre 2015 par les journalistes Ali Amar (ancien du Journal hebdomadaire), Christophe Guguen et Omar Radi, avec la participation de Fatima-Zahar Lqadiri et du marchand d'art marocain Aziz Aouadi,.
Le média bénéficie initialement d'un apport de fonds de Ali Amar et Fatima-Zahar Lqadiri à hauteur de 250 000 euros, d'un investissement de 250 000 euros de l'homme d'affaires Aziz Aouadi et d'un financement de 60 000 euros de l'Agence française de développement médias.

### Crise financière de 2016
Un an après son lancement, en octobre 2016, le média annonce sa fermeture à la fin du mois en raison de difficultés économiques dues au trop faible nombre d'abonnés (10 000 étaient nécessaires au terme de la première année d'activité) et malgré le recours, quelques mois auparavant, à la publicité sur des articles en libre-accès, l'équipe regrette un « boycott » des annonceurs et dénonce l'interdiction par la loi marocaine du recours à des investisseurs étrangers,.
Une mobilisation sur les réseaux sociaux est à l'origine de cinq cents abonnés supplémentaires et le journal continue d'exister, en dépit d'une réduction de ses moyens et de suppressions de postes,,.

## Partenariats et collaborations
Le Desk entretient des partenariats avec des réseaux internationaux spécialisés dans le journalisme d'investigation. Il est affilié au média français Mediapart et est membre de l'International Consortium of Investigative Journalists (ICIJ), un réseau mondial de journalistes et de médias connu pour ses enquêtes transnationales, notamment les Panama Papers.